# Helianthemum lippii
Helianthemum lippii ist eine Pflanzenart aus der Gattung der Sonnenröschen (Helianthemum) innerhalb der Familie der Zistrosengewächse (Cistaceae). Sie wächst in trockenen, oft wüstenartigen (ariden) Biotopen in Nordafrika, dem südlichen Mittelmeerraum, West- und Zentralasien.

## Merkmale
Helianthemum lippii wächst als kleiner, stark verzweigter Strauch oder Zwergstrauch mit einer maximalen Wuchshöhe von 30 bis 60 Zentimeter. Die Zweige sind im Alter sparrig und werden außen dornig. Sie sind durch dichte Sternbehaarung weißlich gefärbt. Die Laubblätter sind je nach Jahreszeit und Wasserangebot sehr verschieden gestaltet. In Regenzeiten sind sie lanzettlich bis verkehrteiförmig, etwa 15 bis 20 Millimeter lang und flach, diese Blätter werden in der Trockenzeit abgeworfen, die in Trockenzeiten wachsenden Laubblätter sind linear-lanzettlich und gerollt, nur 5 bis 12 Millimeter lang. Die Laubblätter sind in den basalen Abschnitten gegenständig oder fast gegenständig, zu den Triebspitzen hin wechselständig.
Die sympodialen Blütenstände sind einfach oder an der Basis verzweigt, jeder mit 6 bis 12 (-15) sitzenden, kleinen Einzelblüten. Die etwa 2 Millimeter langen Kronblätter sind gelb gefärbt. Die nur 1 bis 2 Millimeter langen Kelchblätter sind grün und weiß, an der Basis zottig, behaart. Die kleine, eiförmige Kapselfrucht ist von den bleibenden Kelchblättern eingeschlossen, sie enthält zahlreiche winzige Samen.
Sie blüht in Pakistan im Januar und Februar, in Italien von April bis Mai. Die Chromosomenzahl ist 2n = 20.

## Standort
Die Art wächst im trockenen Grasland und in offenen sandigen Bereichen, oft in Küstennähe. In Ägypten ist sie typisch für den westlichen Küstenstreifen, wo sie etwa an sandigen Straßenrändern Bestände aufbaut, die Vegetationsdeckung ist hier oft nur etwa 15 Prozent. Sie erreicht im Tibesti im Tschad 1800 Meter Meereshöhe, in Italien nicht über 300 Meter. Die Art ist im Mittelmeerraum ein extrem kontinentales Florenelement auf extrem trockenen, ariden und heißen Standorten. Sie wächst auf alkalischen Böden.

## Verbreitung
Helianthemum lippii ist verbreitet in Nordafrika von Marokko bis Ägypten, auf der arabischen Halbinsel im Iran und Irak, östlich bis in den Westen Pakistans, sehr selten auch im westlichen Indien (Gujarat). In Europa ist das Vorkommen beschränkt auf die Insel Kreta und das südliche Italien. Hier kommt sie recht selten, nur auf Sizilien und in Apulien vor. Sie gilt in Italien als potenziell gefährdet (near threatened).

## Verwendung
Die Art ist in einigen ariden Regionen bedeutsam als Weidepflanze. Ihre Inhaltsstoffe werden pharmakologisch getestet. So soll sie aktiv gegen Protozoen der Gattung Acanthamoeba, Erreger der Acanthamöbiasis, sein.

## Phylogenie und Systematik
Die Art wurde, als Cistus lippi von Carl von Linné in seinem Werk Mantissa plantarum : Generum editionis VI. et specierum editionis II im Jahr 1767 erstbeschrieben. Typlokalität ist Ägypten („Habitat in Aegypto“). Die von dem französischen Botaniker René Desfontaines 1798 aus Algerien (als Cistus sessiliflorus) erstbeschriebene Helianthemum sessiliflorum (Desf.) Pers. wird heute als Synonym betrachtet.  Innerhalb der Gattung Helianthemum wird die Art der Untergattung Helianthemum, Sektion Eriocarpum Dunal zugeordnet. Nach genetischen Daten gehört sie zu einer Klade von Arten arider Lebensräume des Mittelmeerraums und West- und Zentralasiens sowie Makaronesiens, wobei die Monophylie der Sektion Eriocarpum in klassischer Umschreibung nicht bestätigt werden konnte.